# Доценко, Александр Данилович
Александр Данилович Доценко (1917—1986) — советский военнослужащий. В Рабоче-крестьянской Красной Армии служил с сентября 1938 по октябрь 1945 года. Участник вооружённого конфликта на реке Халхин-Гол и Великой Отечественной войны. Полный кавалер ордена Славы. Воинское звание — гвардии старшина.

## Биография
Родился 1 апреля 1917 года в селе Камышево Новоузенского уезда Самарской губернии (ныне село Дергачёвского района Саратовской области Российской Федерации) в крестьянской семье. Русский. Окончил семь классов школы. До призыва на военную службу работал строгальщиком на литейно-механическом заводе имени В. И. Ленина в Урюпинске.

### На военной службе
В ряды Рабоче-крестьянской Красной Армии был призван Урюпинским районным военкоматом Сталинградской области в сентябре 1938 года. Срочную службу проходил в артиллерийской части в Забайкальском военном округе. В связи со сложной военно-политической обстановкой в 1939 году артиллерийский полк, в составе которого он служил, был переброшен в Монгольскую Народную Республику. Здесь на реке Халхин-Гол принял боевое крещение в сражении с частями Квантунской армии. После окончания боевых действий полк вернулся к месту прежней дислокации. Отслужив срочную службу, А. Доценко остался на сверхсрочную.
Участник Великой Отечественной войны с октября 1941 года. Сражался на Западном, а затем на Брянском фронтах.
В январе 1942 года был ранен. После излечения весной 1942 года был направлен в 248-ю стрелковую дивизию, формирование которой завершалось в Сталинградском военном округе, где был зачислен наводчиком артиллерийского орудия в один из стрелковых полков. В апреле дивизия вошла в состав 6-й армии Юго-Западного фронта и в мае-июне принимала участие в Харьковской операции, в ходе которой попала в окружение и была почти полностью уничтожена в районе села Лозовенька. Вышел из окружения.
Вскоре был зачислен наводчиком в 1176-й истребительный противотанковый артиллерийский полк заново сформированной 6-й армии. Участвовал в позиционных боях на Дону. 12 декабря 1942 года был тяжело ранен под селом Алексеево-Лозовское. Его полк принимал участие в операции «Скачок» и отражении немецкого контрнаступления под Харьковом. За массовый героизм и высокое воинское мастерство личного состава 1176-й ИПТАП в марте 1943 года был преобразован в 266-й гвардейский.

### В боях на Днепре
В ходе Донбасской операции подразделения 6-й армии сломили сопротивление противника и к 22 сентября на широком фронте вышли к Днепру на участке между Днепропетровском и Запорожьем. На всём протяжении от Северского Донца до Днепра орудия 266-го гвардейского армейского истребительного противотанкового артиллерийского полка находились в боевых порядках пехоты, содействуя её продвижению на запад.
В ночь на 26 сентября несколько батарей полка совместно со штурмовыми батальонами 25-й гвардейской стрелковой дивизии форсировали Днепр и закрепились в районе южной окраины села Войсковое. С утра начались ожесточённые бои за удержание и расширение плацдарма. При отражении одной из многочисленных контратак немецкой пехоты и танков погиб командир орудия, осколками сбило панораму, но А. Доценко, приняв командование расчётом на себя, продолжал вести огонь, целясь по стволу пушки. Когда же его орудие было разбито, он со своими бойцами продолжал сражаться как стрелковое подразделение, отражая натиск врага огнём из автоматов и гранатами. Героические действия артиллеристов на правом берегу Днепра во многом обеспечили успешное закрепление Войсково-Вовнижского плацдарма.
До конца сентября 1943 года 266-й гвардейский АИПТАП участвовал в боях по расширению плацдарма на правом берегу Днепра. Затем он был привлечён для ликвидации запорожского плацдарма противника и в составе 8-й гвардейской армии принимал участие в Запорожской операции.
В боях за город Запорожье в октябре 1943 года А. Доценко был тяжело ранен и почти на два месяцы выбыл из строя. После возвращения в полк он принимал участие в операции по ликвидации никопольского плацдарма немцев. При прорыве сильно укреплённой обороны противника у села Ново-Николаевка в первых числах февраля вновь получил два тяжёлых осколочных ранения и до весны 1944 года находился на излечении. В свою часть он вернулся к концу Одесской операции, когда подразделения 8-й гвардейской армии уже вели бои на подступах к Днестровскому лиману.

### Люблин-Брестская операция
В период Люблин-Брестской операции стратегического плана «Багратион» 266-й гвардейский армейский истребительный противотанковый артиллерийский полк оказывал артиллерийскую поддержку наступающим частям 28-го гвардейского стрелкового корпуса. При прорыве долговременной обороны немцев у села Торговище старший сержант А. Доценко под шквальным огнём смело выдвинул своё орудие на прямую наводку и точными выстрелами уничтожил станковый пулемёт и разрушил ДЗОТ противника, дав возможность стрелковому подразделению продвинуться вперёд. Умело маневрируя в глубине вражеской обороны, огнём своей пушки истребил до 50 солдат и офицеров вермахта. В тяжёлых для передвижения условиях лесисто-болотистой местности и разбитых дорог его расчёт сумел выдержать высокие темпы наступления и оказал большую помощь стрелковым подразделениям при форсировании Плиски, Западного Буга и в боях за город Люблин.
8 августа на висленском плацдарме в районе населённого пункта Магнушев (Magnuszew), где держал оборону 266-й гвардейский армейский истребительный противотанковый артиллерийский полк, немецкая пехота 15 раз переходила в атаку, но всякий раз под шквалом артиллерийского огня откатывалась на исходные позиции. Расчёт орудия гвардии старшего сержанта Доценко истребил до 30 немецких солдат и офицеров. За воинскую доблесть, проявленную во время Люблин-Брестской операции и в сражении на Магнушевском плацдарме приказом от 26 сентября 1944 года он был награждён орденом Славы 3-й степени (№ 204583).

### От Вислы до Берлина
В ходе начавшейся 14 января 1945 года Висло-Одерской стратегической операции батареи 266-го гвардейского АИПТАП поддерживали действия стрелковых подразделений 35-й гвардейской стрелковой дивизии. При прорыве первой линии немецкой обороны в районе населённого пункта Цецылювка-Гловачовская (Cecylówka Głowaczowska, ныне Козеницкий повят, Мазовецкое воеводство, Польша) противник пытался остановить продвижение гвардейцев. Под шквальным огнём противника расчёт гвардии старшего сержанта А. Доценко, действуя хладнокровно и слаженно, меткими выстрелами с открытой позиции уничтожил 1 самоходное артиллерийское орудие неприятеля, 2 станковых пулемёта, 10 повозок с боеприпасами и до 30 солдат и офицеров. Постоянно находясь в передовых подразделениях пехоты, неоднократно выкатывал своё орудие на прямую наводку и в упор расстреливал живую силу и огневые средства врага. За образцовое выполнение боевых заданий командования и проявленные при этом доблесть и мужество приказом от 9 апреля 1945 года гвардии старший сержант он был награждён орденом Славы 2-й степени (№ 15524).
На всём протяжении от Одера до Берлина расчёт гвардии старшего сержанта А. Д. Доценко находился в боевых порядках 74-й гвардейской стрелковой дивизии и огнём орудия прокладывал путь стрелковым подразделениям.
В ходе боёв за пригород Берлина Темпельхоф, выдвинув орудие на открытую позицию, гвардии старший сержант А. Доценко открыл огонь по опорному пункту неприятеля. Его расчёт, работая под градом пуль быстро и слаженно, уничтожили три пулемётные точки и до взвода вражеских автоматчиков. Всего в пригородах и центральных кварталах Берлина расчёт уничтожил 5 пулемётов и одно 75-миллиметровое орудие, а также нанёс противнику большой урон в живой силе. Боевой путь он завершил 2 мая в столице Германии.
Через год после окончания Великой Отечественной войны за мужество, проявленное в боях за Берлин, указом Президиума Верховного Совета СССР от 15 мая 1946 года был награждён орденом Славы 1-й степени (№ 1350).

### После войны
После безоговорочной капитуляции Германии оставался на военной службе до октября 1945 года.
Демобилизовавшись в звании гвардии старшины, он вернулся в Урюпинск. Долгие годы работал на литейно-механическом заводе (с 1965 года — Урюпинский крановый завод).
Умер 22 января 1986 года. Похоронен в городе Урюпинске Волгоградской области.

## Награды
- Орден Октябрьской Революции[9]
- Орден Отечественной войны 1-й степени (06.04.1985)[10]
- Орден Славы 1-й степени (15.06.1945)[1]
- Орден Славы 2-й степени (09.04.1945)[8]
- Орден Славы 3-й степени (26.09.1944)[6]
- Медали

## Память
- Именем А. Д. Доценко названа улица в городе Урюпинске[11].
- Мемориальная доска в честь А. Д. Доценко установлена в Урюпинске по адресу: улица Доценко (бывшая Ильменская), д. 1[11].

## Документы
- Общедоступный электронный банк документов «Подвиг Народа в Великой Отечественной войне 1941—1945 гг.» Дата обращения: 22 августа 2014. Архивировано из оригинала 11 мая 2017 года. Номера в базе данных:

Орден Отечественной войны 1-й степени (архивный реквизит 1514961956).
Орден Славы 2-й степени (архивный реквизит 40132958).
Орден Славы 3-й степени (архивный реквизит 33067596).